# Milán-San Remo 1909
La Milán-San Remo 1909 fue la 3.ª edición de la Milán-San Remo. La carrera se disputó el 4 de abril de 1909. El vencedor final el italiano Luigi Ganna.

## Clasificación final
| Posición | Ciclista             | Equipo                  | Tiempo     |
| -------- | -------------------- | ----------------------- | ---------- |
| 1        | Luigi Ganna          | Atala-Dunlop            | 9h 32' 00" |
| 2        | Emile Georget        | Alcyon                  | + 3' 00"   |
| 3        | Giovanni Cuniolo     | Rudge Whitworth-Pirelli | + 18' 00"  |
| 4        | Cyrille van Hauwaert | Alcyon                  | m. t.      |
| 5        | Giovanni Gerbi       | Bianchi-Dunlop          | + 21' 00"  |
| 6        | François Faber       | Alcyon                  | + 22' 00"  |
| 7        | Carlo Galetti        | Rudge Whitworth-Pirelli | + 26' 00"  |
| 8        | Vincenzo Borgarello  | Peugeot-Wolber          | + 30' 00"  |
| 9        | Omer Beaugendre      | Alcyon                  | + 38' 30"  |
| 10       | Mario Pesce          | -                       | + 43' 30"  |